# Nile Air
Nile Air (arabisch النيل للطيران, DMG An-Nīl li-ṭ-Ṭayarān) ist eine ägyptische Fluggesellschaft mit Sitz in Kairo.

## Geschichte
Nile Air wurde 2008 gegründet und nahm 2010 den Flugbetrieb auf.

## Flugziele
Sie fliegt regional im Nahen Osten Ziele im Irak, Kuwait, Saudi-Arabien und Sudan an. Ab dem 15. Oktober 2023 fliegt Nile Airlines 2 mal wöchentlich die Strecke von Kairo zum Flughafen Köln/Bonn (CGN) und zurück. Im Sommerflugplan 2025 wird außerdem der Flughafen Linz (LNZ) 1 mal wöchentlich von Hurghada (HRG) aus angeflogen.

## Flotte
Mit Stand März 2023 besteht die Flotte der Nile Air aus sechs Flugzeugen mit einem Durchschnittsalter von 15,8 Jahren:
| Flugzeugtyp     | Anzahl | bestellt | Anmerkungen   | Durchschnittsalter (Dezember 2021) |
| --------------- | ------ | -------- | ------------- | ---------------------------------- |
| Airbus A320-200 | 4      |          | einer inaktiv | 14,7 Jahre                         |
| Airbus A321-200 | 2      |          | einer inaktiv | 17,9 Jahre                         |
| Gesamt          | 6      |          |               | 15,8 Jahre                         |

### Aktuelle Sonderbemalungen
| Bemalung        | Flugzeugtyp     | Luftfahrzeugkennzeichen | Zeitraum       | Bild |
| --------------- | --------------- | ----------------------- | -------------- | ---- |
| Egypt           | Airbus A320-200 | SU-BQM                  | seit Mai 2016  |      |
| Invest in Egypt | Airbus A321-200 | SU-BQN                  | seit Juli 2017 |      |